# Funny Girl (Film)
Funny Girl ist eine US-amerikanische Musicalverfilmung von Regisseur William Wyler mit Barbra Streisand in der Hauptrolle aus dem Jahr 1968 auf der Grundlage des gleichnamigen Musicals von Jule Styne und Bob Merrill.
Die Hauptdarstellerin Barbra Streisand erhielt für ihre Rolle als Fanny Brice im Jahr 1968 bei den Academy Awards einen Oscar. Im Jahr 2006 wurde der Film vom American Film Institute als eines der wichtigsten Filmmusicals der amerikanischen Kinogeschichte taxiert sowie im Jahr 2016 von der Library of Congress aufgrund seiner kulturellen, historischen respektive ästhetischen Bedeutung in das nationale Film-Register der Vereinigten Staaten aufgenommen. 

## Handlung
Der Film erzählt die biografische Geschichte der jüdischen Komödiantin Fanny Brice, die im jüdischen Viertel der New Yorker Lower East Side aufwächst, beseelt von dem Gedanken, ein großer Vaudeville-Star zu werden. Sie gilt jedoch als hässliches Entlein, dem keine große Zukunft vorausgesagt wird. Mit eisernem Willen schafft sie es dennoch, Mitglied der berühmten Ziegfeld Follies von Florenz Ziegfeld zu werden und letztendlich deren größter Star. Während ihres Aufstiegs verliebt sie sich in den Charmeur und Spieler Nick Arnstein. Der Film erzählt ihre Liebesgeschichte, die ebenso von Höhen und Tiefen erfüllt ist wie ihre berufliche Karriere. Die Geschichte endet mit der Scheidung von Fanny und Nick. 

## Hintergrund
Das Musical Funny Girl von Jule Styne und Bob Merrill wurde vor der Verfilmung im Jahr 1964 am New Yorker Broadway aufgeführt. Barbra Streisand spielte bereits hier die Rolle der Fanny Brice.
Der Produzent des Filmes, Ray Stark, war der Schwiegersohn der echten Fanny Brice.
Eine Fortsetzung der Lebensgeschichte entstand 1975 unter dem Titel Funny Lady, ebenfalls mit Barbra Streisand in der Hauptrolle.

## Kritiken
„Gepflegt-anspruchslose Musical-Verfilmung, trotz ironisierender Elemente eher sentimentale Unterhaltung.“

„Hollywood-Musical mit großer Ausstattung über einen Broadway-Star der zwanziger Jahre. Eher routiniert und ganz nett als zündend, und nur wegen Barbra Streisand aus ähnlicher Konfektion herausragend.“

## Filmmusik
Nicht alle Songs aus dem Broadway-Musical wurden in den Film übernommen; dafür wurden einige Songs verwendet, die nicht von Jule Styne und Bob Merrill geschrieben wurden:
- If A Girl Isn’t Pretty – Fanny, Mrs. Strakosh und Rose
- I’m the Greatest Star – Fanny
- I’d Rather Be Blue Over You – Fanny (Text und Musik von Billy Rose und Fred Fisher)
- Second Hand Rose – Fanny (Text von Grant Clarke, Musik von James F. Hanley)
- His Love Makes Me Beautiful – Fanny und Ensemble
- People
- You Are Woman, I Am Man – Fanny und Nick
- Don’t Rain on My Parade – Fanny
- Sadie, Sadie – Fanny und Nick
- The Swan – Fanny
- Funny Girl – Fanny
- My Man – Fanny (Text und Musik: I. Bibo, L. Woods & M. Yvain. Dieser Song wurde von Barbra Streisand als Reverenz an Fanny Brice, die dieses Lied gesungen hatte, jeweils als Zugabe nach den Theatervorführungen gesungen und beschließt auch den Film.)

In der 2004 veröffentlichten Liste AFI’s 100 Years … 100 Songs des American Film Institute der 100 bedeutendsten Lieder im amerikanischen Film wurde das Lied People auf Platz 13 gewählt.

## Auszeichnungen
Bei der Oscar-Verleihung 1969 war Funny Girl in acht Kategorien nominiert. Die Nominierungen im Einzelnen:
- Oscar-Nominierung für den Besten Film
- Oscar für die Beste weibliche Hauptrolle
- Oscar-Nominierung für die Beste weibliche Nebenrolle (Kay Medford)
- Oscar-Nominierung für die Beste Kamera
- Oscar-Nominierung für den Besten Schnitt
- Oscar-Nominierung für die Beste Musik in einem Musical
- Oscar-Nominierung für den Besten Song (Funny Girl)
- Oscar-Nominierung für den Besten Ton

Lediglich Barbra Streisand erhielt den Oscar für die beste Hauptrolle, den sie mit Katharine Hepburn teilen musste, die am Abend der Oscar-Verleihung ihren Preis für ihre Rolle in Der Löwe im Winter erhielt.
- British Academy Film Awards – Barbra Streisand war auch für den britischen Filmpreis nominiert, ebenso die Kameraarbeit und das Kostümdesign von Irene Sharaff.
- Golden Globe – Barbra Streisand erhielt den Golden Globe in der Kategorie beste Hauptdarstellerin in einem Musical. In drei weiteren Kategorien nominiert, ging der Film jedoch leer aus.